# Milan-San Remo 1908
La 2e édition de la course cycliste, Milan-San Remo a eu lieu le 5 avril 1908 et a été remportée par le Belge Cyrille Van Hauwaert. Sur les 48 coureurs au départ, 14 ont terminé la course.

## Résumé
La course est affectée par un temps particulièrement difficile, avec des vents soufflant en rafales et une pluie verglaçante, du début à la fin de l'épreuve. L'état dramatique des routes contribue à la dureté de la course, ce qui provoque plusieurs crevaisons et des pannes mécaniques.
Un petit groupe de coureurs, contenant tous les favoris, s'échappe sur le Passo del Turchino. À Masone cinq d'entre eux mènent la course : le Belge Cyrille Van Hauwaert, les Italiens Rossignoli et Galetti, ainsi que les coureurs français Pottier et Lignon. Dans la commune de Finale Ligure, Van Hauwaert accélère et lâche Lignon, son dernier compagnon d'échappée pour tenter de résister en solitaire jusqu'à l'arrivée. Derrière, Luigi Ganna, André Trousselier et Augustin Ringeval se mettent à sa poursuite. Ganna se rapproche dangereusement, mais Van Hauwaert maintient son avance jusqu'à l'arrivée à San Remo.
Van Hauwaert avait voyagé à vélo depuis la Belgique jusqu'au départ à Milan, pour s'entraîner. À Paris, il est rejoint par plusieurs coureurs français, dont Augustin Ringeval, qui l'a accompagné jusqu'à Milan.

## Classement final
| #  | Coureur              | Pays     | Équipe        | Temps               |
| -- | -------------------- | -------- | ------------- | ------------------- |
| 1  | Cyrille Van Hauwaert | Belgique | Alcyon-Dunlop | en 11 h 33 min 00 s |
| 2  | Luigi Ganna          | Italie   | Alcyon-Dunlop | + 3 min 30 s        |
| 3  | André Pottier        | France   | Alcyon-Dunlop | + 6 min 25 s        |
| 4  | Augustin Ringeval    | France   | Alcyon-Dunlop | + 17 min 40 s       |
| 5  | Louis Trousselier    | France   | Alcyon-Dunlop | + 33 min 00 s       |
| 6  | Marcel Lequatre      | Suisse   | Alcyon-Dunlop | + 47 min 00 s       |
| 7  | Giovanni Rossignoli  | Italie   | Alcyon-Dunlop | + 1 h 05 min 00 s   |
| 8  | Jean Morini          | France   | -             | + 1 h 26 min 00 s   |
| 9  | Carlo Andreoli       | Italie   | -             | + 1 h 26 min 30 s   |
| 10 | Clemente Canepari    | Italie   | Alcyon-Dunlop | + 1 h 36 min 30 s   |